# Vampire Knight
Vampire Knight (ヴァンパイア騎士?, Vanpaia Naito) è un manga shōjo scritto e disegnato da Matsuri Hino. Inizialmente serializzato in Giappone dal 24 novembre 2004 nella rivista LaLa e successivamente pubblicato in tankōbon, è stato reso disponibile anche in Italia dal 16 novembre 2006 da Planet Manga. L'adattamento anime dell'opera, annunciato dal magazine LaLa, è stato trasmesso su TV Tokyo dal 7 aprile 2008 al 30 giugno dello stesso anno. Il 29 luglio 2009 è stato pubblicato in Italia da Kazé il primo DVD della serie anime doppiato in italiano.

## Trama
Vampire Knight è ambientato principalmente nella Cross Academy, una prestigiosa scuola privata con un'insolita struttura delle classi. Gli studenti sono infatti divisi fra la Day Class, composta da normali scolari che svolgono le loro lezioni di giorno, e la Night Class, i cui studenti, dei geni bellissimi, svolgono le loro lezioni di notte. I componenti della Night Class sembrano umani, ma in realtà sono tutti vampiri Nobili tranne Kaname Kuran, che è un sangue puro, ed è inoltre il capo di tutta la Night Class. Ama incondizionatamente Yuki Cross, la protagonista femminile della vicenda, ed è sempre dolce e buono con lei, al contrario di come si comporta con i suoi compagni. I Guardiani della Night Class sono Yuki e Zero Kiryu, i quali devono controllare giorno e notte che i ragazzi delle due tipologie di classi non interferiscano gli uni con gli altri.
I tre principali personaggi di Vampire Knight sono: Yūki Cross, Zero Kiryu e Kaname Kuran. Di importanza minore, ma comunque necessari per lo sviluppo della storia, sono alcuni degli studenti della Night Class.

## Personaggi

### Yuki Cross\Kuran
Yuki Cross (il cui vero nome è Yuki Kuran) è la figlia adottiva del direttore della Cross Academy, Kaien Cross, nonché la protagonista femminile di Vampire Knight. Yuki fa parte del comitato disciplinare studentesco, l'attività di copertura per i Guardiani addetti alla sorveglianza notturna dell'Accademia e alla protezione della vera identità degli studenti della Night Class.
Dieci anni prima degli eventi narrati nel manga, Yuki stava per essere uccisa da un vampiro, ma fortunatamente si salvò grazie all'intervento di Kaname Kuran. Ha perso la memoria di qualsiasi evento precedente all'attacco, di conseguenza non ha nessun ricordo dei propri genitori. Proprio per questo fatto Kaname la affidò al Direttore, che l'adottò. Lei ha uno stretto legame con Kaname sin da quel giorno anche se comprende la sua condizione di vampiro e ciò che essa comporta, cioè la necessità di sangue.
Ci sono indizi riguardo alla specialità del sangue di Yuki, infatti Kaname è sempre impegnato a proteggerla dagli altri vampiri che hanno uno strano interesse per lei. La sua arma è Artemis (dea della caccia), un bastone allungabile, donatole dal Direttore, in grado di respingere i vampiri.
Non può essere usato da questi ultimi. Frustrata dal fatto di non riuscire a ricordare nulla del suo passato, ben presto la ricerca sulla sua infanzia diventa un'ossessione: diventa insonne e comincia ad avere strane visioni accompagnate da sangue. Comprende ben presto che Kaname è legato in qualche modo a quei ricordi che non riesce a recuperare e cerca più volte di interrogarlo. Lui, dopo aver cercato di evitare la questione, le promette di darle delle delucidazioni, ma solo nel caso in cui lei avesse accettato di diventare la sua compagna.
Successivamente Kaname le farà bere il suo sangue, risvegliando la natura di vampira assopita. La ragazza recupera la memoria e ricorda come sua madre abbia dato la sua vita affinché lei potesse vivere da umana, e suo padre abbia fatto di tutto per proteggerla dallo zio Rido Kuran. Proverà a difendere le persone che ama da Rido Kuran cercando di usare Artemis, ma dopo averla impugnata, l'arma si evolverà in una potente falce che solo i Kuran sono in grado di usare. In seguito si scoprirà che Yuki è la sorella minore di Kaname ed è nata per divenire sua moglie.
- Kaname Kuran (玖蘭 枢?, Kuran Kaname) è un vampiro di sangue puro, capostipite della casata Kuran, risvegliato da Rido Kuran. È il capodormitorio della Night Class, artefice dei vari eventi che accadono alla Cross Academy e fratello maggiore di Yuki. È doppiato in lingua originale da Daisuke Kishio e in italiano da Patrizio Prata
- Hanabusa Aidoh (藍堂 英?, Aidō Hanabusa), soprannominato Idol, è un vampiro molto fedele ai sangue puro, in particolare a Kaname Kuran. Ha il potere di creare e manipolare il ghiaccio. È doppiato in lingua originale da Jun Fukuyama e in italiano da Federico Zanandrea.
- Akatsuki Kain (架院 暁?, Kain Akatsuki), soprannominato Wild, è il vampiro cugino di Aidō. Ha il potere della pirocinesi. È doppiato in lingua originale da Jun'ichi Suwabe e in italiano da Maurizio Merluzzo.
- Takuma Ichijo (一条 拓麻?, Ichijō Takuma) è un vampiro esponente della famosa famiglia Ichijo, nipote del "Venerabile", è il vice capodormitorio della Night Class. È doppiato in lingua originale da Susumu Chiba e in italiano da Gabriele Marchingiglio.
- Senri Shiki (支葵 千里?, Shiki Senri) è il vampiro figlio di Rido Kuran, e quindi cugino di Kaname e Yuki. È costretto a prestare il proprio corpo al padre durante la saga di Rido Kuran. Ha il potere di poter rendere solido il proprio sangue che usa come arma. È doppiato in lingua originale da Souichiro Hoshi e in italiano da Massimo Di Benedetto.
- Rima Toya (遠矢 莉磨?, Tōuya Rima) è una delle più giovani componenti della Night Class. Fa la modella, insieme a Senri, al quale è molto legata. Ha il potere di creare elettricità. È doppiata in lingua originale da Eri Kitamura e in italiano da Lorella De Luca (prima serie) e Tania De Domenico (seconda serie).
- Ruka Souen (早園 瑠佳?, Sōen Ruka) è una vampira amica di infanzia di Haido, Akatsuki, Seiren e Kaname, del quale è innamorata. Ha il potere di controllare la mente altrui. È doppiata in lingua originale da Junko Minagawa e in italiano da Giuliana Atepi.
- Seiren (星煉?, Seiren) è una vampira addetta alla sicurezza di Kaname e sua spia personale. È doppiata in lingua originale da Risa Mizuno e in italiano da Jolanda Granato.

## Caratteristiche generali dei vampiri inVampire Knight
Come in molti altri racconti, i vampiri appaiono agli occhi umani estremamente belli. Nella serie molti dei vampiri provengono dai livelli A e B. I livelli A si differenziano dai classici vampiri per il fatto di possedere sangue nelle vene. Per questi vampiri, inoltre, sembra che bere il sangue di un altro vampiro sia un gesto d'amore. Infatti, più un vampiro è innamorato, più il sangue disseterà il vampiro amato che beve il suo sangue.
Il sangue dei livelli A è bramato da molti, in quanto sembra che dia molto potere. Tuttavia anche solo chiedere di bere il sangue di un livello A è considerato un affronto. Altre differenze basilari dagli altri racconti sui vampiri: al sole non diventano cenere, ma possono ustionarsi facilmente e sono più deboli rispetto a quando è notte; per dissetarsi possono benissimo nutrirsi con delle pasticche chiamate "pasticche ematiche", un po' come gli esseri umani che al posto delle carne mangiano solo legumi o quelli che sostituiscono i pasti con le barrette iperproteiche; si riflettono negli specchi e possono essere feriti, anche se è molto difficile ucciderli; possono riprodursi sessualmente.
Solo i livelli A possono trasformare gli esseri umani in vampiri, ma se il vampiro in questione a sua volta non beve il sangue di un sangue puro è destinato a trasformarsi in un livello E. È consentito e frequente tra i sangue puro il matrimonio tra fratelli, per preservare la purezza della razza. I vampiri di livello A e B possiedono dei poteri, ad esempio sono in grado di cancellare la memoria, dispongono della telecinesi e alcuni sono in grado di manipolare gli elementi, come Aidoh e Kain. Inoltre, un vampiro, meno sangue umano possiede, più a lungo vive, e per questo i livello A vivono in eterno, i livello B vivono estremamente a lungo e i vampiri comuni molto a lungo.

## Società dei vampiri

Gerarchia piramidale fra i vampiri, lo spessore delle varie fasce rappresenta percentualmente la distribuzione demografica dei vari livelli.
Il livello E non è presente in quanto non è considerato parte della società.

Nella scala gerarchica dei vampiri esistono cinque status sociali:
- Livello A: Sangue puro, ad essi spetta il ruolo di supervisori e di guide dell'intera società vampirica. Possono trasformare in vampiro le persone che mordono e se mordono un altro sangue puro possono acquisirne il potere. Attualmente esistono 7 famiglie sangue puro ancora in vita: Kuran, Shirabuki, Hiou, Ouri, Hanadagi, Touma e Shouto.
- Livello B: Classe nobiliare, come per i sangue puro, ai vampiri dell'aristocrazia spetta la supervisione dei vampiri delle classi inferiori, pur rimanendo sempre e comunque dei sottoposti nei confronto dei sangue puro sono molto più numerosi. Tutti i membri della Night Class sono nobili a parte Kaname Kuran.
- Livello C: Vampiri comuni, la stragrande maggioranza dei vampiri rientra in questa categoria, non hanno speciali mansioni, ma devono sottostare alle direttive dell'aristocrazia. A questa classe appartengono inoltre i vampiri ex-umani che sono riusciti a stabilizzare la propria sete di sangue. Le loro uniche capacità sono una superiore forza, velocità, e rigenerazione.
- Livello D: Vampiri Ex-umani, vampiri ormai assetati di sangue e da cui sono ossessionati, pur mantenendo in parte le loro capacità mentali, attaccano gli umani appena ne hanno l'occasione, ma non rischiano la loro vita inutilmente, non sono ben visti dal resto della società vampirica e spesso è solo uno status intermedio prima di abbassarsi al Livello E. Un livello D può non scendere al livello E se riesce a bere il sangue del sanguepuro che li ha trasformati.
- Livello E: livello E, anche chiamato livello End: questo è il termine ultimo della società vampirica, vengono classificati in questo livello tutti quei vampiri che sono ormai bestie in preda alla frenesia del sangue e che attaccano gli umani a vista. I vampiri di questo livello non hanno più la capacità cognitiva e spesso sono eliminati nel giro di poco tempo dagli Hunter o dalla stessa classe nobiliare perché considerati un disonore, tanto che il livello E non è nemmeno compreso nella gerarchia della società dei vampiri.

## Media

### Manga
| Nº | Data di prima pubblicazione | Data di prima pubblicazione | Data di prima pubblicazione |
| Nº | Giapponese                  | Giapponese                  | Italiano                    |
| -- | --------------------------- | --------------------------- | --------------------------- |
| 1  | 10 luglio 2005              | ISBN 978-4-592-18301-3      | 16 novembre 2006            |
| 2  | 2 dicembre 2005             | ISBN 978-4-592-18302-0      | 14 dicembre 2006            |
| 3  | 5 aprile 2006               | ISBN 978-4-592-18303-7      | 18 gennaio 2007             |
| 4  | 5 ottobre 2006              | ISBN 978-4-592-18304-4      | 29 marzo 2008               |
| 5  | 5 aprile 2007               | ISBN 978-4-592-18305-1      | 24 luglio 2008              |
| 6  | 5 ottobre 2007              | ISBN 978-4-592-18306-8      | 6 novembre 2008             |
| 7  | 5 aprile 2008               | ISBN 978-4-592-18307-5      | 29 marzo 2009               |
| 8  | 10 ottobre 2008             | ISBN 978-4-592-18308-2      | 28 giugno 2009              |
| 9  | 5 novembre 2008             | ISBN 978-4-592-18309-9      | 4 ottobre 2009              |
| 10 | 5 giugno 2009               | ISBN 978-4-592-18310-5      | 17 gennaio 2010             |
| 11 | 4 dicembre 2009             | ISBN 978-4-592-19131-5      | 9 maggio 2010               |
| 12 | 5 luglio 2010               | ISBN 978-4-592-19132-2      | 16 gennaio 2011             |
| 13 | 3 dicembre 2010             | ISBN 978-4-592-19133-9      | 8 ottobre 2011              |
| 14 | 3 giugno 2011               | ISBN 978-4-592-19134-6      | 18 febbraio 2012            |
| 15 | 5 dicembre 2011             | ISBN 978-4-592-19135-3      | 30 giugno 2012              |
| 16 | 2 maggio 2012               | ISBN 978-4-592-19136-0      | 12 gennaio 2013             |
| 17 | 5 dicembre 2012             | ISBN 978-4-592-19137-7      | 15 giugno 2013              |
| 18 | 2 maggio 2013               | ISBN 978-4-592-19138-4      | 13 dicembre 2013            |
| 19 | 5 novembre 2013             | ISBN 978-4-592-19139-1      | 10 maggio 2014              |

## Anime
| Stagione         | Episodi | Prima TV | Telespettatori | Share  |
| ---------------- | ------- | -------- | -------------- | ------ |
| Prima stagione   | 13      | 2008     |                | 23,52% |
| Seconda stagione | 13      | 2008     | 6.762.000      | 24,22% |

Episodi 
| Nº                                                 | Titolo italiano Giapponese 「Kanji」 - Rōmaji                                                                                              | In onda          | In onda |
| Nº                                                 | Titolo italiano Giapponese 「Kanji」 - Rōmaji                                                                                              | Giapponese       |         |
| Prima serie - Vampire Knight (13 episodi)          | |                  |         |
| 1                                                  | La notte dei vampiri 「ヴァンパイアの夜 ～ナイト～」 - vanpaia no yoru ~ naito ~                                                           | 7 aprile 2008    |         |
| 2                                                  | Ricordi di sangue 「血の記憶 ～メモリー～」 - chi no kioku ~ memori ~                                                                      | 14 aprile 2008   |         |
| 3                                                  | Zanne del pentimento 「懺悔の牙 ～ファング～」 - zange no kiba ~ fangu ~                                                                   | 21 aprile 2008   |         |
| 4                                                  | Il grilletto della condanna 「断罪の銃爪 ～トリガー」 - danzai no jū tsume ~ toriga ~                                                      | 28 aprile 2008   |         |
| 5                                                  | Banchetto al chiaro di luna 「月下の饗宴 ～サバト～」 - gekka no kyōen ~ sabato ~                                                          | 5 maggio 2008    |         |
| 6                                                  | La loro scelta 「彼等の選択～クライム～」 - karera no sentaku ~ kuraimu ~                                                                  | 12 maggio 2008   |         |
| 7                                                  | Il labirinto scarlatto 「緋色の迷宮～ラビリンス～」 - hiiro no meikyū ~ rabirinsu ~                                                        | 19 maggio 2008   |         |
| 8                                                  | Lo sparo del lamento 「嘆きの銃声～ブラスト～」 - nageki no jūsei ~ burasuto ~                                                             | 26 maggio 2008   |         |
| 9                                                  | Occhi cremisi 「紅の視線～アイズ～」 - kurenai no shisen ~ aizu ~                                                                          | 2 giugno 2008    |         |
| 10                                                 | La principessa dell'oscurità 「闇の姫～プリズナー～」 - yami no hime ~ purizuna ~                                                          | 9 giugno 2008    |         |
| 11                                                 | Il prezzo desiderato 「望みの代償～ディール～」 - nozomi no daishō ~ deiru ~                                                               | 16 giugno 2008   |         |
| 12                                                 | L'orgoglio dei puro sangue 「純血の誓い～プライド～」 - junketsu no chikai ~ puraido ~                                                     | 23 giugno 2008   |         |
| 13                                                 | Catena cremisi-Anello 「深紅の鎖～リング～」 - shinku no kusari ~ ringu ~                                                                  | 30 giugno 2008   |         |
| Seconda serie - Vampire Knight Guilty (13 episodi) | |                  |         |
| 1 [14]                                             | I peccatori del destino 「宿命の罪人達 ～ギルティ～」 - shukumei no tsumibito tachi ~giruti~                                               | 6 ottobre 2008   |         |
| 2 [15]                                             | Promessa eterna 「永遠の約束 ～パラドックス～」 - eien no yakusoku ~ paradokkusu ~                                                         | 13 ottobre 2008  |         |
| 3 [16]                                             | Il ritratto del lapislazzulo 「瑠璃玉の肖像 ～ミラージュ～」 - ruri tama no shōzō ~ miraju ~                                               | 20 ottobre 2008  |         |
| 4 [17]                                             | Il risveglio del Demonio - Libidine 「悪魔の胎動 ～リビドー～」 - akuma no taidō ~ ribido ~                                                | 27 ottobre 2008  |         |
| 5 [18]                                             | La trappola del Subordinato 「従属の罠」 - jūzoku no wana                                                                                  | 3 novembre 2008  |         |
| 6 [19]                                             | Il Falso Amante 「偽りの恋人」 - itsuwari no koibito                                                                                       | 10 novembre 2008 |         |
| 6 [19]                                             | Kaname chiede a Yuki di diventare la sua ragazza. Le guardie della Night Class cominciano a seguirla dappertutto, mettendola in imbarazzo. |                  |         |
| 7 [20]                                             | Il Bacio Spinoso 「茨の口づけ」 - ibara no kuchiduke                                                                                       | 17 novembre 2008 |         |
| 8 [21]                                             | La Spirale dei Ricordi 「追憶の螺旋」 - tsuioku no rasen                                                                                   | 24 novembre 2008 |         |
| 9 [22]                                             | Il ritorno del perfido re 「復活の狂王 ～エンペラー～」 - fukkatsu no kyō ō ~ enpera ~                                                     | 1º dicembre 2008 |         |
| 10 [23]                                            | Preludio alla battaglia 「戦いの序曲 ～プレリュード～」 - tatakai no jokyoku ~ pureryudo ~                                                 | 8 dicembre 2008  |         |
| 11 [24]                                            | Il destino di due fratelli 「二人の命 ～ソウル～」 - futari no inochi ~ sōru ~                                                             | 15 dicembre 2008 |         |
| 12 [25]                                            | La fine del mondo 「世界の果て」 - sekai no hate                                                                                           | 22 dicembre 2008 |         |
| 13 [26]                                            | Vampire Knight 「ヴァンパイアの騎士」 - vanpaia no kishi                                                                                   | 29 dicembre 2008 |         |
| 13 [26]                                            | Tutta la forza di Zero non è sufficiente per uccidere Rido. Occorre l'aiuto di Kaname ma la Cross Academy ne uscirà devastata.             |                  |         |

### Sigle
Sigle d'apertura
- Futatsu no Kodou to Akai Tsumi - On/Off (prima serie)
- Rinne Rondo - On/Off (seconda serie)

Sigla di chiusura
- Still doll - Kanon Wakeshima (prima serie)
- Suna no Oshiro - Kanon Wakeshima (seconda serie)

Vampire Knight Original Soundtrack
Il 28 giugno 2008 è stata pubblicata la compilation Vampire Knight Original Soundtrack, contenente le sigle della prima serie e tutte le musiche sentite nei vari episodi. In Italia è stata pubblicata su iTunes il 12 aprile 2011. Il 17 dicembre 2008 è invece stata pubblicata la compilation della serie Guilty, intitolata Vampire Knight Original Soundtrack II

#### Tracce
Vampire Knight Original Soundtrack
Testi e musiche di Takefumi Haketa.
1. Vampire Knight Main Theme – 3:21
2. Yuki Cross's Theme – 2:06
3. Zero Kiryu's Theme – 2:19
4. Kaname Kuran's Theme – 2:02
5. Mystical Night Class – 1:45
6. Elegant Night Class – 1:21
7. Yuki's Recollection – 2:10
8. Ordinary Day Class – 1:33
9. Everyday Affairs – 2:03
10. Usual Life – 1:31
11. I Have a Dream – 1:31
12. Zero's Memory – 1:45
13. Hidden Truth – 1:32
14. Secret – 1:55
15. Forbidden Act – 2:28
16. Destined Twins – 1:38
17. Maria Kurenai's Theme – 1:28
18. Shizuka Hiou's Theme – 1:34
19. Insecurity – 1:32
20. Level E – 1:36
21. Vampire Hunter – 1:39
22. Unfavorable Incident – 1:38
23. Intense Nervousness – 1:23
24. Mysterious Atmosphere – 1:30
25. Solitude – 1:41
26. Heart-rending Sorrow – 2:00
27. Social Ball – 2:16
28. Majestic Vampire – 2:23

Vampire Knight Original Soundtrack II
Testi e musiche di Takefumi Haketa, Wakeshima Kanon.
1. Vampire Knight Opening - Rondo (TV Size)
2. Vampire Knight Guilty Theme Song
3. Pleasant Memories
4. Genroin
5. Kyokaicho
6. Vampire Ball
7. Winter Page-Misterious Past
8. Warm Envelopment
9. Lido's Theme
10. Awakening
11. Determination
12. First Encounter
13. Grandioso
14. Premonition
15. Lingering Suspense
16. Contradicting Interdiction
17. Sentiments Aligned
18. Surrounding Mists
19. Nervous Intuitions
20. Utmost Tension
21. Foreboding Force
22. Ominous Feeling
23. Duel
24. Strained Engagement
25. Inner Turmoil
26. Conflict Remains
27. Lost in Grief
28. Uncertainty
29. The Departure
30. Vampire Knight Ending - Suna No Oshiro (TV Size)

### Doppiaggio
| Personaggio      | Doppiatore originale | Doppiatore italiano                                             |
| ---------------- | -------------------- | --------------------------------------------------------------- |
| Yuki Cross/Kuran | Yui Horie            | Benedetta Ponticelli                                            |
| Kaname Kuran     | Mamoru Miyano        | Patrizio Prata                                                  |
| Zero Kiryu       | Daisuke Kishio       | Renato Novara                                                   |
| Hanabusa Aidou   | Jun Fukuyama         | Federico Zanandrea                                              |
| Akatsuki Kain    | Jun'ichi Suwabe      | Maurizio Merluzzo                                               |
| Takuma lchijo    | Susumu Chiba         | Gabriele Marchingiglio                                          |
| Senri Shiki      | Souichiro Hoshi      | Massimo Di Benedetto                                            |
| Rima Toya        | Eri Kitamura         | Lorella De Luca (prima serie) Tania De Domenico (seconda serie) |
| Ruka Souen       | Junko Minagawa       | Beatrice Caggiula                                               |
| Seiren           | Risa Mizuno          | Silvana Fantini                                                 |

### Romanzi
Dopo il successo del manga l'autrice Matsuri Hino, in collaborazione con Ayuna Fujisaki, ha deciso di pubblicare due romanzi ispirati alla saga ma non direttamente legati alla storia. Il primo, Vampire Knight: Ice Blue No Tsumi è stato pubblicato il 5 aprile 2008 in Giappone dalla casa editrice Hakusensha, e successivamente, il 30 aprile 2010 è stato pubblicato anche in Italia con il titolo Vampire Knight. Il cavaliere vampiro: il peccato del ghiaccio blu dalla Panini Comics.
Il secondo romanzo, Vampire Knight: Noir's Trap , è stato pubblicato in Giappone, sempre dalla Hakusensha, il 3 ottobre 2008 e l'11 novembre 2010 in Italia dalla Panini Comics con il titolo Vampire Knight. Il cavaliere vampiro: la trappola del ghiaccio nero.